# Rossia bullisi
Rossia bullisi är en bläckfiskart som beskrevs av Voss 1956. Rossia bullisi ingår i släktet Rossia och familjen Sepiolidae. IUCN kategoriserar arten globalt som otillräckligt studerad. Inga underarter finns listade i Catalogue of Life.